# Lucas Arnau
Pour les articles homonymes, voir Arnau.
Lucas Arnau est un chanteur colombien né à Medellín le 16 mai 1979. Porte-parole du mouvement « tropipop ». Son plus grand succès a été De rodillas (À genoux). Son deuxième album Rompecabezas fut considéré l'album de l'année 2004 aux États-Unis.